# Raffstore

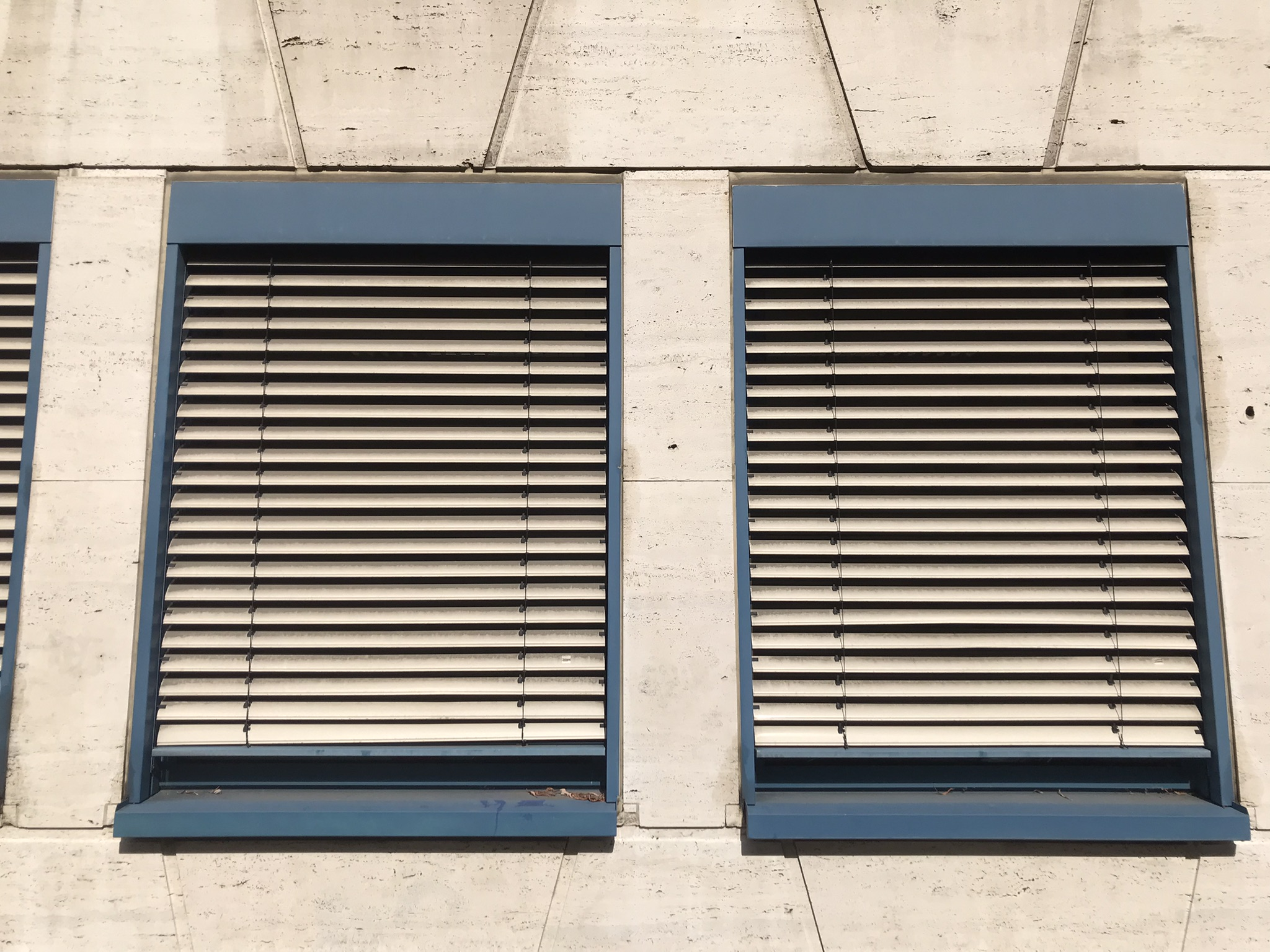
Raffstores vor Fenstern

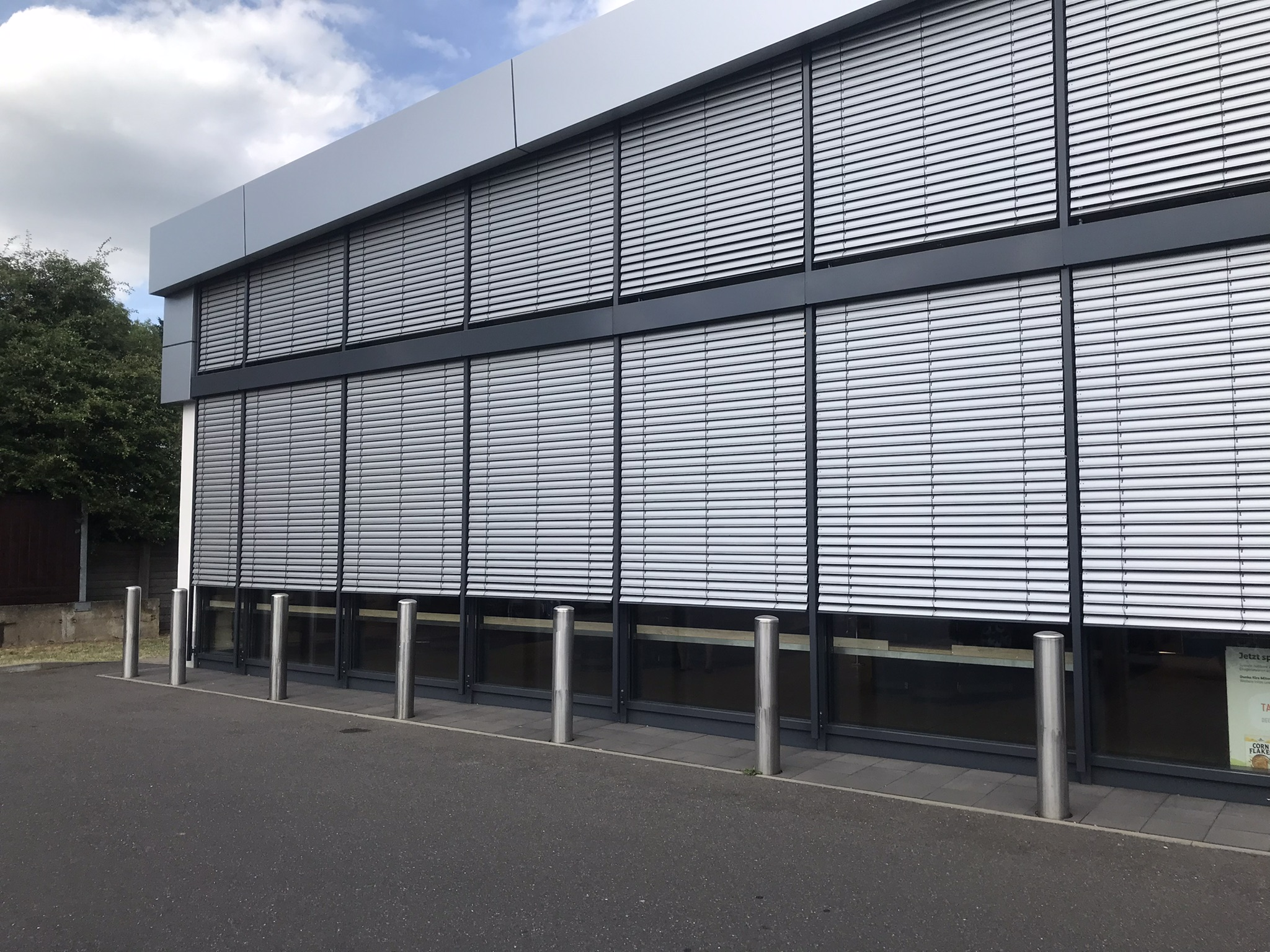
Raffstores vor Glasfassade eines Geschäfts

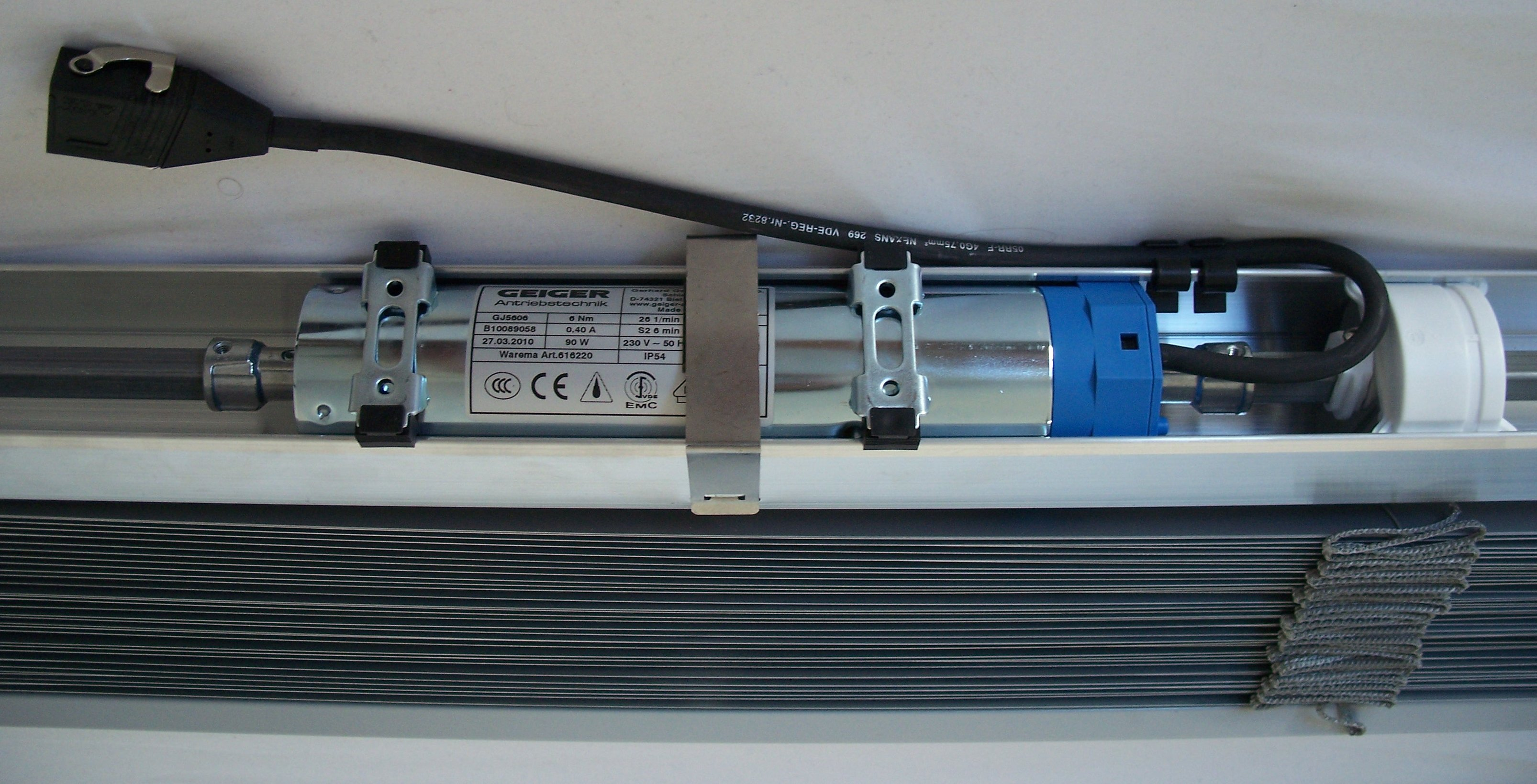
Raffstore-Antrieb in der Oberschiene, darunter das Lamellenpaket

Raffstores (Einzahl: Raffstore, der) gehören zu den außenliegenden Sonnenschutzprodukten und sind mit der Jalousie eng verwandt. Die Bezeichnungen (Außen-)Jalousie und Raffstore werden häufig synonym verwendet. Jalousien können auch starr ausgeführt sein, ein Raffstore nie, denn der Begriff setzt sich aus der Gardinenart Store und dem Tätigkeitswort raffen zusammen. Jalousie ist demnach der Überbegriff.
Ähnlich wie die Jalousie bestehen Raffstores aus den Komponenten:
- Lamellen (in der Regel aus rollgeformtem Aluminium, eloxiert oder pulverbeschichtet). Es werden häufig gebördelte Lamellen und Sonderformen (z. B. Z-Form) verwendet.
- Führungselemente in Form von seitlichen Schienen oder in die Lamellen integrierte  (Draht-)Seile: Leiterbänder die für das Tragen, Abstand halten und Wenden der Lamellen verwendet werden
- Aufzugsband zum Herunterlassen bzw. Hochziehen der Lamellen zu unterscheiden
- Oberschiene (meistens als U-Profil), zur Befestigung mittels Haltebügeln, sowie zur Aufnahme der Antriebselemente und Kraftübertragungskomponenten;
- Unterschiene, ebenfalls aus stranggepresstem Aluminium, eloxiert oder pulverbeschichtet;
- Bei dem Raffstore sind Kurbel- und Motorantrieb gebräuchlich.[1]

Da Außenraffstores höheren Belastungen durch Wind und Wetter ausgesetzt sind, sind sie gängigerweise schienen- oder seilgeführt. Die Windstabilität ist abhängig von der Breite des Elements und welche Führungsart verwendet wurde. Raffstores sind normalerweise bis zu einer Windgeschwindigkeit von maximal 17,4 m/s (entspricht Windstärke 7 nach Beaufort) ausfahrbar. Neuentwicklungen können teilweise Windböen von bis zu 25 m/s (Windstärke 10 nach Beaufort) ausgefahren standhalten. Zum Schutz werden sie bei stärkerer Windbelastung automatisch eingefahren (Windwächter).
Häufig werden mehrere Behänge über eine Welle gekoppelt. So kann zum einen ein gleichmäßiges Ab- und Auffahren gewährleistet werden, zum anderen werden Antriebe eingespart.
Da Raffstores außen an der Fassade angebracht sind, werden sie entweder in eine Nische montiert oder, mit Blenden über der Oberschiene, vorgehängt montiert, so dass die Oberschiene und das eingefahrene Lamellenpaket nicht mehr sichtbar sind. Von Vorteil bei außen liegenden Sonnenschutzprodukten wie Raffstores, Markisen o. ä. ist, dass ein sehr hoher sommerlicher Wärmeschutz erreicht werden kann, da die aus der Sonneneinstrahlung resultierende Absorptionswärme bereits außen vor dem zu verschattenden Fensterbauteil abgeführt werden kann, und somit unerwünschte solare Wärmeeinträge in das Gebäudeinnere minimiert werden. Ein innenliegender Sonnenschutz hingegen, etwa in Form eines Vorhangs oder Rollos, ist weit weniger effektiv. Hier verbleibt die am Sonnenschutz anfallende Wärme weiterhin im Raum, da das Fensterbauteil bereits passiert wurde.
Ein Trend bei der Weiterentwicklung ist die Nutzung des Sonnenlichtes, um weniger Strom zu verbrauchen. So gibt es inzwischen solarbetriebene Versionen sowie Kunstlicht sparende Ausführungen. Bei diesen so genannten Lichtlenk- bzw. Tageslichtnutzungsversionen sind die im oberen Bereich angebrachten Lamellen dafür zuständig, Licht in den Raum eindringen zu lassen, ohne den Blendschutz zu verringern. Dies kann einmal durch perforierte Lamellen (Tageslichtnutzung) erreicht werden. Zum anderen ist es möglich, den Raffstoresbehang so aufzuteilen, dass der obere Behangbereich gesondert gesteuert werden kann. Damit ist es möglich, das einfallende Tageslicht an die Decke zu werfen und so eine indirekte Beleuchtung mit Naturlicht zu erreichen.